# 日本沉沒-希望之人-
《日本沉沒-希望之人-》是日本TBS電視台於2021年10月10日起播出的周日劇場，改編自小松左京創作的科幻小說《日本沉沒》，由小栗旬主演。
Netflix於10月10日起每周日深夜12時全球同步上線。台灣由KKTV、friDay影音、bilibili於10月11日起跟隨播放。中華電信MOD、Hami Video10/12起每週二晚間上架。香港由myTV SUPER跟隨日本點播。

## 登場人物

### 主要人物
- 天海啓示〈39〉：小栗旬[1]（香港配音：黃啟昌）

環境省官員。由各省廳專業人員組成的日本未來推進會議的環境代表，是一個為推動政策不擇手段的野心家。
- 常盤紘一〈39〉：松山研一[1]（香港配音：梁偉德）

經濟產業省官員，天海的大學同學。
- 椎名實梨〈32〉：杏[1]（香港配音：魏惠娥）

正義感強的週刊雜誌記者。過去是政治部的記者，但因太多攻擊性的報導而被調到雜誌部門工作。
- 東山榮一〈55〉：仲村亨[1]（香港配音：翟耀輝）

因誠實的形象獲得很高的支持率的日本內閣總理大臣，日本未來推進會議的創辦人。
- 田所雄介〈57〉：香川照之[1]（香港配音：李錦綸）

日本地球物理學界的異端分子。

### 日本未來推進會議相關人物
- 相原美玲：中村杏[2]（香港配音：詹健兒）

外務省官員，日本未來推進會議的外交代表。
- 石塚平良〈36〉：瑛士（香港配音：曹啟謙）[2]

年輕的厚生勞動省官員，日本未來推進會議的衛生福利代表。
- 安藤靖：高橋努[2]（香港配音：劉奕希）

國土交通省官員，日本未來推進會議的交通代表。
- 織邊智：濱田學[2]（香港配音：雷霆）

財務省官員，日本未來推進會議的財政代表。
- 北川亞希：河井青葉[2]（香港配音：林元春）

法務省官員，日本未來推進會議的法務代表。
- 財津文明：六角慎司[2]（香港配音：鄧志堅）

文部科學省官員，日本未來推進會議的文化教育代表。
- 大友麟太郎：山岸門人[2]（香港配音：李凱傑）

總務省官員，日本未來推進會議的內政代表。
- 仙谷治郎：竹井亮介[2]（香港配音：蕭徽勇）

防衛省官員，日本未來推進會議的國防代表。
- 白瀨綾：[2]（香港配音：謝潔貞）

農林水產省官員，日本未來推進會議的農業代表。
- 正岡春樹：[2]（香港配音：陳卓智）

國土交通省官員，接替安藤靖成為日本未來推進會議的交通代表。

### 東山內閣
- 長沼周也〈52〉：杉本哲太[3]（香港配音：招世亮）

東山內閣的內閣官房長官。
- 里城弦〈70〉：石橋蓮司[3]（香港配音：盧國權）

東山內閣副總理兼財務大臣。
- 秘書官：岡安泰樹（日语：岡安泰樹）（香港配音：蘇強文）

總理大臣秘書官。
- 小泉史郎：長江美和（日语：長江美和）（香港配音：陳欣）

接任長沼的內閣官房長官。
- 中山貴世：村岡希美（日语：村岡希美）（香港配音：鄭麗麗）

厚生勞動大臣。

### 學者
- 世良徹〈60〉：國村隼[4]（香港配音：陳永信）

東京大學教授，被外界認為是日本地球物理學界的第一人，與田所對立。
- 白川：矢崎まなぶ（日语：矢崎まなぶ）（香港配音：葉振聲）

田所的助手。
- 黑田太郎：中津川朋広（日语：中津川朋広）（香港配音：張錦江）

田所的助手。

### 啓示的相關人物
- 天海衛：吉田鋼太郎（特別出演）[5]（香港配音：朱子聰）

天海啓示的父親。
- 天海佳惠〈68〉：風吹純[6]（香港配音：雷碧娜）

天海啓示的母親。獨自生活在漁港小鎮上，是漁港的女性領袖。
- 天海香織〈37〉：比嘉愛未[6]（香港配音：張頌欣）

天海啓示的妻子，是啓示的同鄉高中後輩。前往東京後與他結婚。
- 天海茜：宝辺花帆美（日语：宝辺花帆美）（香港配音：陳皓宜）

天海啟示和天海香織的女兒。

### 實梨的相關人物
- 椎名和子〈59〉：宮崎美子[6]（香港配音：沈小蘭）

椎名實梨的母親，與實梨一起生活。

### 其他人物
- 藤岡勲：小林隆（日语：小林隆）（香港配音：林國雄）

環境省官員，天海啟示的上司。
- 野田滿：瀧川鯉斗（日语：瀧川鯉斗）（香港配音：關令翹）

天海香織的未婚夫。
- 鍋島哲夫〈56〉：伊集院光（香港配音：葉振聲）

《Sunday每朝》的總編輯。
- 常盤總一郎〈73〉：小野武彥（日语：小野武彥）（香港配音：陳永信）

常盤紘一的父親。
- 生島誠〈65〉：風間杜夫[3]（香港配音：黃子敬）

世界著名汽車製造商「生島汽車」的會長兼日本經濟團體聯合會會長。
- 山田愛〈21〉：與田祐希（乃木坂46）[7]（香港配音：成瑤孆）

在啓示和紘一常光顧的居酒屋擔任服務生。
- 居酒屋店長：鈴木もぐら（日语：鈴木もぐら）（香港配音：蕭徽勇）

居酒屋店長。
- 居酒屋客人：バッファロー吾郎A（日语：バッファロー吾郎A）（香港配音：陳卓智）

居酒屋常客。
- 時事評論員：小杉龍一（香港配音：張錦江）

情報電視節目的時事評論員。
- 時事評論員：長田庄平（日语：長田庄平）（香港配音：李鎮然）

情報電視節目的時事評論員。

## 製作人員
- 原作：小松左京《日本沉沒》
- 劇本：橋本裕志
- 音樂：菅野祐悟
- 旁白：賀蘭千秋[8]（香港配音：袁淑珍）
- 地震學監修：山岡耕春、篠原雅尚
- 記者監修：龍崎孝
- 主題曲：菅田將暉〈Last Scene〉（日本史詩唱片）[9]
- 製作人：東仲惠吾
- 導演：平野俊一、土井裕泰、宮崎陽平
- 製作著作：TBS電視台

## 播出日程
| 章                                                         | 集數  | 播出日期 | 標題 | 導演              | 收視率 | 備註                                  |
| ---------------------------------------------------------- | ----- | -------- | ---- | ----------------- | ------ | ------------------------------------- |
| 第一章 關東沉沒篇                                          | 第1話 | 10月10日 |      | 平野俊一          | 15.8%  | 加長25分鐘                            |
| 第一章 關東沉沒篇                                          | 第2話 | 10月17日 |      | 平野俊一          | 15.7%  | 加長15分鐘                            |
| 第一章 關東沉沒篇                                          | 第3話 | 10月24日 |      | 土井裕泰          | 15.7%  |                                       |
| 第一章 關東沉沒篇                                          | 第4話 | 11月7日  |      | 土井裕泰          | 15.5%  |                                       |
| 第一章 關東沉沒篇                                          | 第5話 | 11月14日 |      | 平野俊一          | 16.9%  | 加長15分鐘                            |
| 第二章 日本沉沒篇                                          | 第6話 | 11月21日 |      | 土井裕泰          | 15.8%  |                                       |
| 第二章 日本沉沒篇                                          | 第7話 | 11月28日 |      | 宮崎陽平          | 15.4%  |                                       |
| 第二章 日本沉沒篇                                          | 第8話 | 12月5日  |      | 平野俊一          | 13.5%  |                                       |
| 第二章 日本沉沒篇                                          | 第9話 | 12月12日 |      | 平野俊一 土井裕泰 | 16.6%  | 片長兩小時 Netflix、J2拆分為9、10兩話 |
| （收視率由Video Research調查關東地區、家戶的即時統計資料） |       |          |      |                   |        |                                       |

## 外部連結
- 官方网站（日語）
  - 日本沉沒-希望之人-的X（前Twitter）（日語）
  - 日本沉沒-希望之人-的Instagram帳戶（日語）
- 在Netflix上觀看《日本沉沒-希望之人-》
- 緯來日本台官方網站（繁體中文）

| 日本 TBS電視台 周日劇場                                 | 日本 TBS電視台 周日劇場                               | 日本 TBS電視台 周日劇場 |
| ------------------------------------------------------- | ----------------------------------------------------- | ----------------------- |
|                                                         | 日本沉沒-希望之人- （2021年10月10日－2021年12月12日） |                         |
| TOKYO MER～行動急診室～ （2021年7月4日－2021年9月12日） | DCU （2022年1月16日－2022年3月20日）                  |                         |

| 臺灣 緯來日本台 每週六 22:00 - 23:00          | 臺灣 緯來日本台 每週六 22:00 - 23:00        | 臺灣 緯來日本台 每週六 22:00 - 23:00 |
| --------------------------------------------- | ------------------------------------------- | ------------------------------------ |
|                                               | 日本沉沒 （2021年10月16日－2021年12月18日） |                                      |
| 東京救難英雄 （2021年7月10日－2021年9月18日） | 鄰居管很大 （2022年1月22日－2022年4月2日）  |                                      |

| 臺灣 愛爾達影劇台 每週一至週五 21:30 - 22:30 · 1月3日起 20:30 - 22:30 | 臺灣 愛爾達影劇台 每週一至週五 21:30 - 22:30 · 1月3日起 20:30 - 22:30               | 臺灣 愛爾達影劇台 每週一至週五 21:30 - 22:30 · 1月3日起 20:30 - 22:30 |
| --------------------------------------------------------------------- | ----------------------------------------------------------------------------------- | --------------------------------------------------------------------- |
|                                                                       | 日本沉沒-希望之人- （2021年12月30日－2022年1月6日）                                 |                                                                       |
| 派遣女醫X7 （2021年12月16日－2021年12月29日）                         | 皇后的品格（重播） （2022年1月7日－2022年1月12日） （1月13日起，改為22:20 - 23:30） |                                                                       |

| 香港 J2 星期六、日23:30-24:30 · 6月18、19日暫停播映       | 香港 J2 星期六、日23:30-24:30 · 6月18、19日暫停播映                                                 | 香港 J2 星期六、日23:30-24:30 · 6月18、19日暫停播映 |
| --------------------------------------------------------- | --------------------------------------------------------------------------------------------------- | --------------------------------------------------- |
|                                                           | 日本沉沒-希望的人- （2022年6月5日－2022年7月16日）                                                  |                                                     |
| TOKYO MER ～流動急症室～ （2022年4月23日－2022年5月29日） | DCU: 海底特殊搜查隊（星期六） （2022年8月6日－2022年10月8日）復仇直播（星期日） （2022年7月17日－） |                                                     |